# الأحزاب السياسية في إسكتلندا

شعار اسكوتلاندا

علم اسكوتلاندا

## الأحزاب الممثلة فيالبرلمان الاسكتلندي
| اسم الحزب                                          | عدد النواب في البرلمان الاسكتلندي | عدد النواب في البرلمان البريطاني | الأيديولوجية                                           |
| -------------------------------------------------- | --------------------------------- | -------------------------------- | ------------------------------------------------------ |
| الحزب الوطني الاسكتلندي                            | 69                                | 6                                | يسار الوسط, استقلال اسكوتلاندا, الديمقراطية الاجتماعية |
| حزب العمال الاسكتلندي                              | 37                                | 41                               | يسار الوسط, اشتراكي, الحركة النقابية                   |
| حزب المحافظين الاسكتلندي والحزب الوحدوي الاسكتلندي | 15                                | 1                                | يمين الوسط, محافظ                                      |
| حزب الليبراليين الديمقراطيين الاسكتلندي            | 5                                 | 11                               | وسط, الليبرالية الاجتماعية، والفدرالية                 |
| حزب الخضر الاسكتلندي                               | 2                                 | 0                                | يساري, حماية البيئة, مؤيد للاستقلال الاسكتلندي         |